# Военно-воздушные силы и противовоздушная оборона Таджикистана
Вое́нно-возду́шные си́лы и противовозду́шная оборо́на Респу́блики Таджикиста́н (тадж. Қувваҳои ҳарбӣ-ҳавоӣ ва мудофиаи зиддиҳавоии Ҷумҳурии Тоҷикистон) — один из трёх родов войск Вооружённых сил Республики Таджикистан, предназначенный для ведения оборонительных и боевых действий в воздушном пространстве в целях обеспечения обороны и безопасности Республики Таджикистан. Сформированы в декабре 2005 года в результате объединения Военно-воздушных сил (ВВС) и Сил противовоздушной обороны (ПВО) Республики Таджикистан. С февраля 2024 года командующим ВВС и ПВО Республики Таджикистан является  Шамсиддин Собирзода. Как и остальные войска Вооружённых сил Таджикистана, подчиняется Министерству обороны Республики Таджикистан.

## История и характеристика
Военно-воздушные силы и противовоздушная оборона Республики Таджикистан были сформированы в конце 2005 года в результате объединения Военно-воздушных сил (ВВС) и Сил противовоздушной обороны (ПВО) Республики Таджикистан, которые были сформированы в 1993 и в 1994 годах соответственно, и функционировали отдельно друг от друга.
ВВС и ПВО Таджикистана признаются рядом изданий и аналитиков как одни из слабейших не только в пределах постсоветского пространства, но и вообще в мире. Главной причиной такого положения являются условия раздела Вооружённых сил СССР после его распада, согласно которым к Таджикистану отошли лишь немногочисленные части ВС СССР, в результате чего Таджикистан оказался самым обделённым из всех республик. Из ВВС и Войск ПВО СССР к Таджикистану практически ничего не отошло, таким образом, республика фактически лишилась собственных ВВС и ПВО. Дислоцированные или действующие на территории Таджикистана части ПВО перешли под контроль Российской Федерации и Республики Узбекистан из-за опасений этих стран захвата материальной части бойцами Объединённой таджикской оппозиции.
В войсках ВВС и ПВО Таджикистана не имеется ни одного боевого самолёта. В расположении Таджикистана имеется всего лишь два военно-транспортных самолёта: Ту-134 (советского производства) и Ан-26 (украинского производства), всего шесть боевых (штурмовых) вертолётов Ми-24, 11 военно-транспортных вертолётов Ми-8 (один из них был потерян в спецоперации в Раштском районе в 2010 году), а также два штурмовых вертолёта Ми-171. ВВС Таджикистана также имеет четыре учебно-боевых Aero L-39 Albatros чехословацкого производства, и два советских учебно-тренировочных Як-52. Из-за критически малого количества авиации, Военно-воздушные силы и противовоздушная оборона Республики Таджикистан охраняет воздушное пространство Таджикистана совместно с Военно-воздушными силами Российской Федерации, которые постоянно присутствуют в Таджикистане с момента распада СССР в рамках исполнения обязательств по союзническому договору. Авиагруппа постоянной дислокации ВВС РФ состоит из 670-й авиагруппы в составе пяти штурмовиков Су-25 и трёх истребителей МиГ-29[уточнить], а также из 303-й отдельной вертолётной эскадрильи по четыре вертолёта Ми-24 и Ми-8. Силы ПВО российской авиагруппы представлены 12 ЗРК «Оса», по 6 ЗРК «Стрела-10» и ЗСУ «Шилка». Авиагруппа ВВС России дислоцируется на аэродроме Айни (Айнинский район Согдийской области) и входит в состав 201-й Гатчинской ордена Жукова дважды Краснознамённой военной базы. ВВС России способны при необходимости оперативно перебросить в Таджикистан необходимый объем ударных авиационных средств и сил.
Силы противовоздушной обороны Таджикистана также крайне слабы и ограничены. Военные эксперты отмечают, что если бы Таджикистан теоретически не являлся бы членом ОДКБ и не сотрудничал бы с Россией в сфере обороны — как и вся армия, ВВС и ПВО этой страны не будет в состоянии противостоять возможной военной агрессии стороннего государства, особенно в воздухе.

## Военная техника
Боевая техника ВВС и ПВО Республики Таджикистан:
| Тип                               | Изображение | Производство  | Назначение                   | Количество    |          |
| Самолёты                          | Самолёты    | Самолёты      | Самолёты                     | Самолёты      | Самолёты |
| --------------------------------- | ----------- | ------------- | ---------------------------- | ------------- | -------- |
| Ту-134А                           |             | СССР          | Транспортный самолёт         | 1 (один)      |          |
| Як-40                             |             | СССР          | Транспортный самолёт         | 1 (один)      |          |
| Ан-26                             |             | СССР          | Транспортный самолёт         | 1 (один)      |          |
| Aero Vodochody L-39               |             | Чехословакия  | Учебно-боевой самолёт        | 4 (четыре)    |          |
| Як-52                             |             | СССР          | Учебно-тренировочный самолет | 2 (два)       |          |
| Вертолёты                         |             |               |                              |               |          |
| Ми-8                              |             | СССР · Россия | Транспортно-боевой вертолёт  | 10 (десять)   |          |
| Ми-24                             |             | СССР          | Транспортно-боевой вертолёт  | 4             |          |
| Ми-171                            |             | Россия        | Транспортно-боевой вертолёт  | 2 (два)       |          |
| Орудия ПВО Республики Таджикистан |             |               |                              |               |          |
| «Шилка» 23-4                      |             | СССР          | ЗСУ                          | 28            |          |
| С-60                              |             | СССР          | ЗАК                          | 22            |          |
| С-75М                             |             | СССР          | ЗРК                          | 21            |          |
| С-75 «Двина»                      |             | СССР          | ЗРК                          | 18            |          |
| С-125 «Печора»                    |             | СССР · Россия | ЗРК                          | 16            |          |
| FIM-92 Stinger                    |             | США           | ПЗРК                         | Неизв. кол-во |          |
| «Стрела-2»                        |             | СССР          | ПЗРК                         | Неизв. кол-во |          |

Боевая техника Авиагруппы ВВС Российской Федерации постоянной дислокации в Республике Таджикистан, охраняющая совместно с ВВС и ПВО Республики Таджикистан воздушное пространство Таджикистана:
| Тип             | Изображение | Производство  | Назначение                  | Количество |          |
| Самолёты        | Самолёты    | Самолёты      | Самолёты                    | Самолёты   | Самолёты |
| --------------- | ----------- | ------------- | --------------------------- | ---------- | -------- |
| Су-25           |             | СССР · Россия | Штурмовик                   | 5 (пять)   |          |
| МиГ-29          |             | СССР · Россия | Истребитель                 | 3 (три)    |          |
| Вертолёты       |             |               |                             |            |          |
| Ми-8            |             | СССР · Россия | Транспортно-боевой вертолёт | 4 (четыре) |          |
| Ми-24           |             | СССР · Россия | Транспортно-боевой вертолёт | 4 (четыре) |          |
| Орудия ПВО      |             |               |                             |            |          |
| ЗРК «Оса»       |             | СССР          | ЗРК                         | 12         |          |
| ЗРК «Стрела-10» |             | СССР          | ЗРК                         | 6          |          |
| ЗСУ «Шилка»     |             | СССР          | ЗСУ                         | 6          |          |